# Saint-Pair-sur-Mer
Pour les articles homonymes, voir Saint-Pair (homonymie).
Saint-Pair-sur-Mer est une commune française située dans le département de la Manche en région Normandie, peuplée de 4 372 habitants. C'est l'une des plus anciennes cités littorales de la baie du Mont-Saint-Michel : elle a connu au Xe siècle une importante colonisation scandinave avant de devenir, en 1022, l'un des domaines des moines du Mont-Saint-Michel, qui l'ont fait prospérer. Depuis le milieu du XIXe siècle, Saint-Pair constitue une station balnéaire qui a su préserver son patrimoine médiéval. 

## Géographie
Saint-Pair-sur-Mer est une petite ville située dans la baie du Mont-Saint-Michel (face aux îles Chausey). Son bourg est à 3,5 km au sud de Granville. Par beau temps, il est possible de voir les îles Chausey et par n'importe quel temps les côtes bretonnes, de l'autre côté de la baie.
Bordée à l'ouest par la Manche et une longue plage de sable de 4 km, Saint-Pair bénéficie d'une exposition avantageuse, propice aux activités balnéaires.
| Granville        | Granville          | Saint-Planchers        |
| Mer de la Manche | Saint-Pair-sur-Mer | Saint-Aubin-des-Préaux |
| Jullouville      | Jullouville        | Saint-Pierre-Langers   |

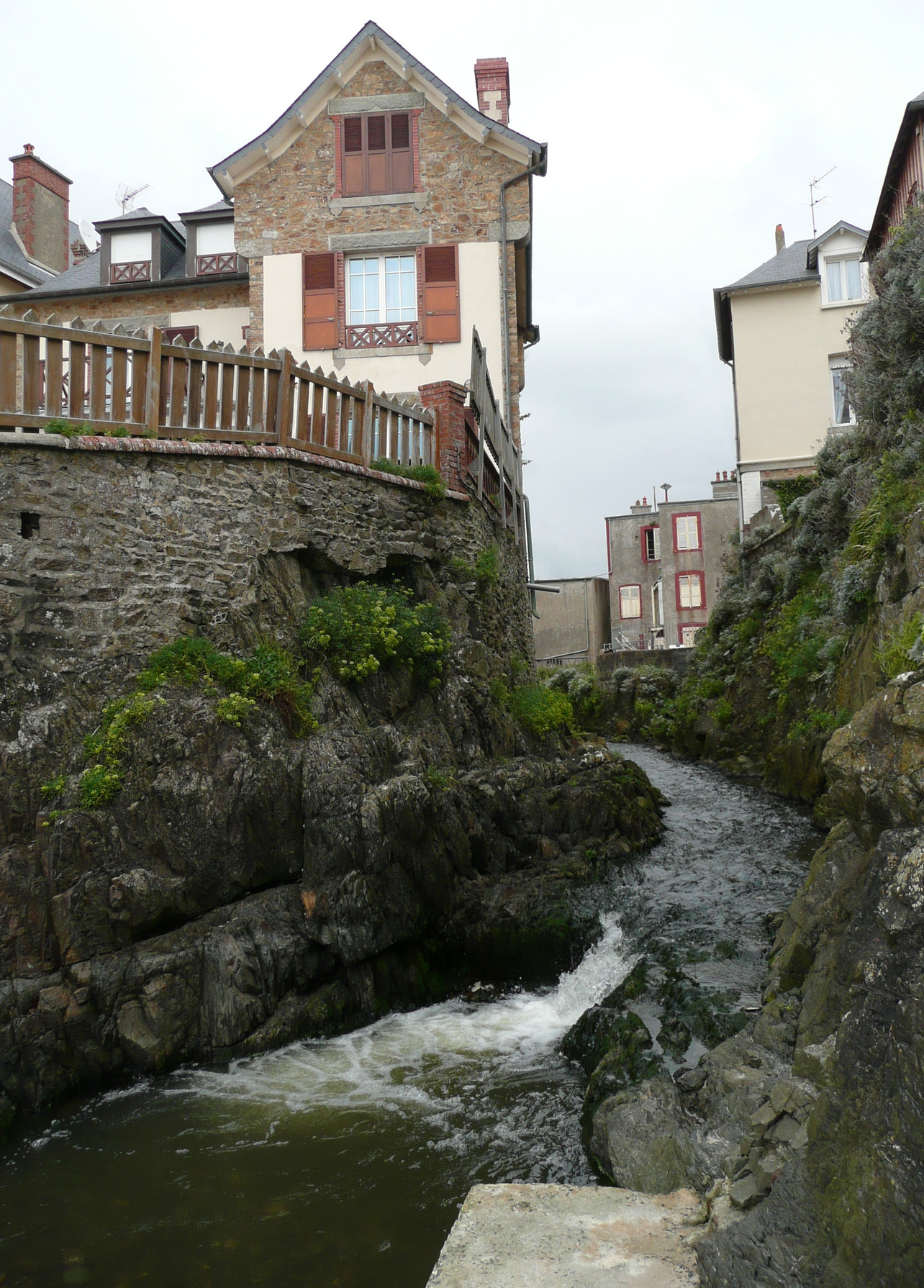
Saint-Pair-sur-Mer.
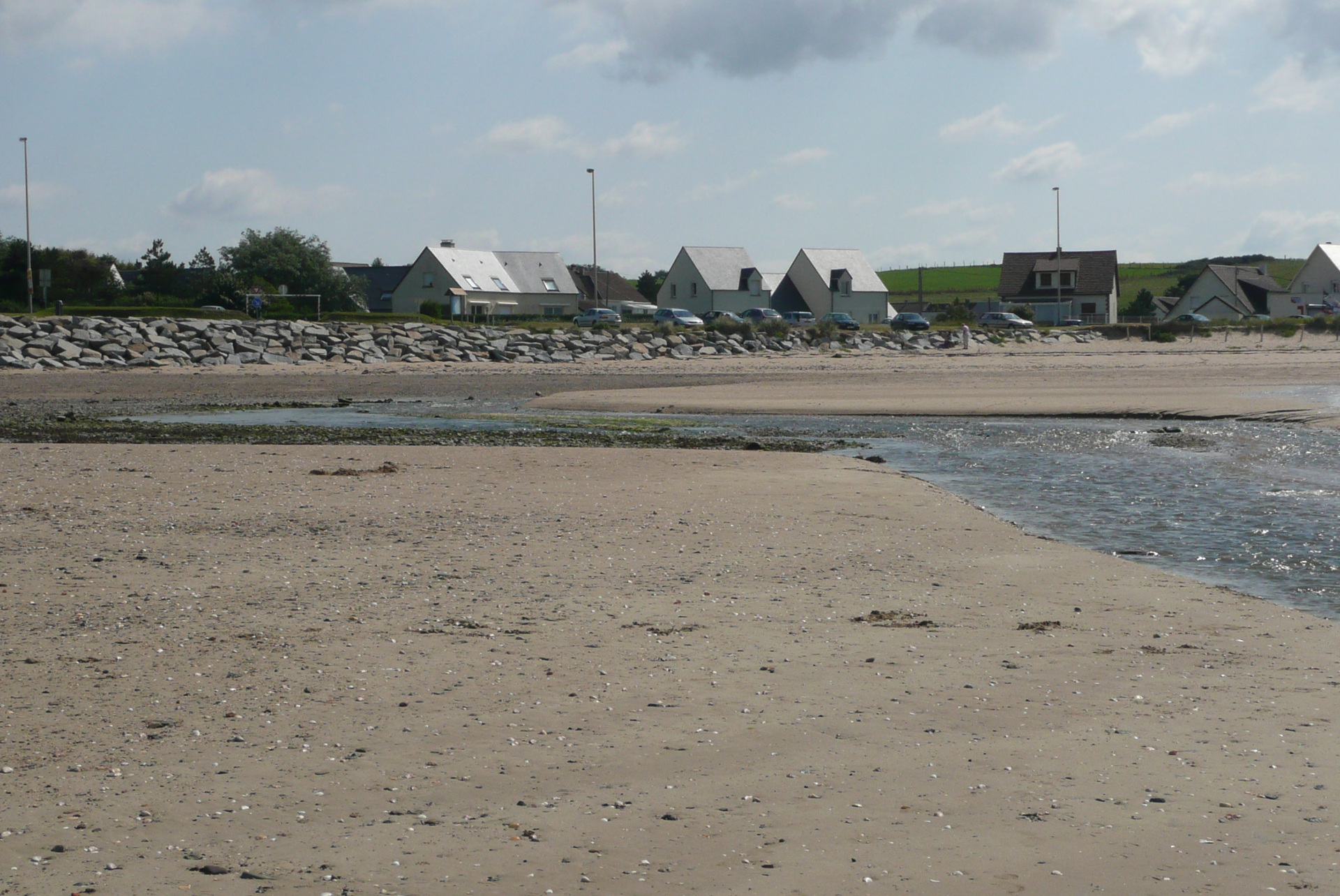
L'embouchure du Thar.

### Hydrographie
La commune est située dans le bassin Seine-Normandie. Elle est drainée par la Saigue, le Thar, le cours d'eau 01 du Petit Kairon, le cours d'eau 02 de la commune de Saint-Aubin-des-Préaux, le fossé 01 de la commune de Saint-Pair-sur-Mer, le fossé 02 de la commune de Saint-Planchers et divers autres petits cours d'eau,.
La Saigue, d'une longueur de 11 km, prend sa source dans la commune de Saint-Jean-des-Champs et se jette  dans le golfe de Saint-Malo en limite de  en limite de la commune et de Granville, après avoir traversé cinq communes. 
Le Thar, d'une longueur de 25 km, prend sa source dans la commune de La Mouche et se jette  dans le golfe de Saint-Malo sur la commune, après avoir traversé onze communes. Les caractéristiques hydrologiques du Thar sont données par la station hydrologique située sur la commune de Jullouville. Le débit moyen mensuel est de 1,01 m3/s. Le débit moyen journalier maximum est de 13,2 m3/s, atteint lors de la crue du 12 février 1988. Le débit instantané maximal est quant à lui de 16,4 m3/s, atteint le même jour.

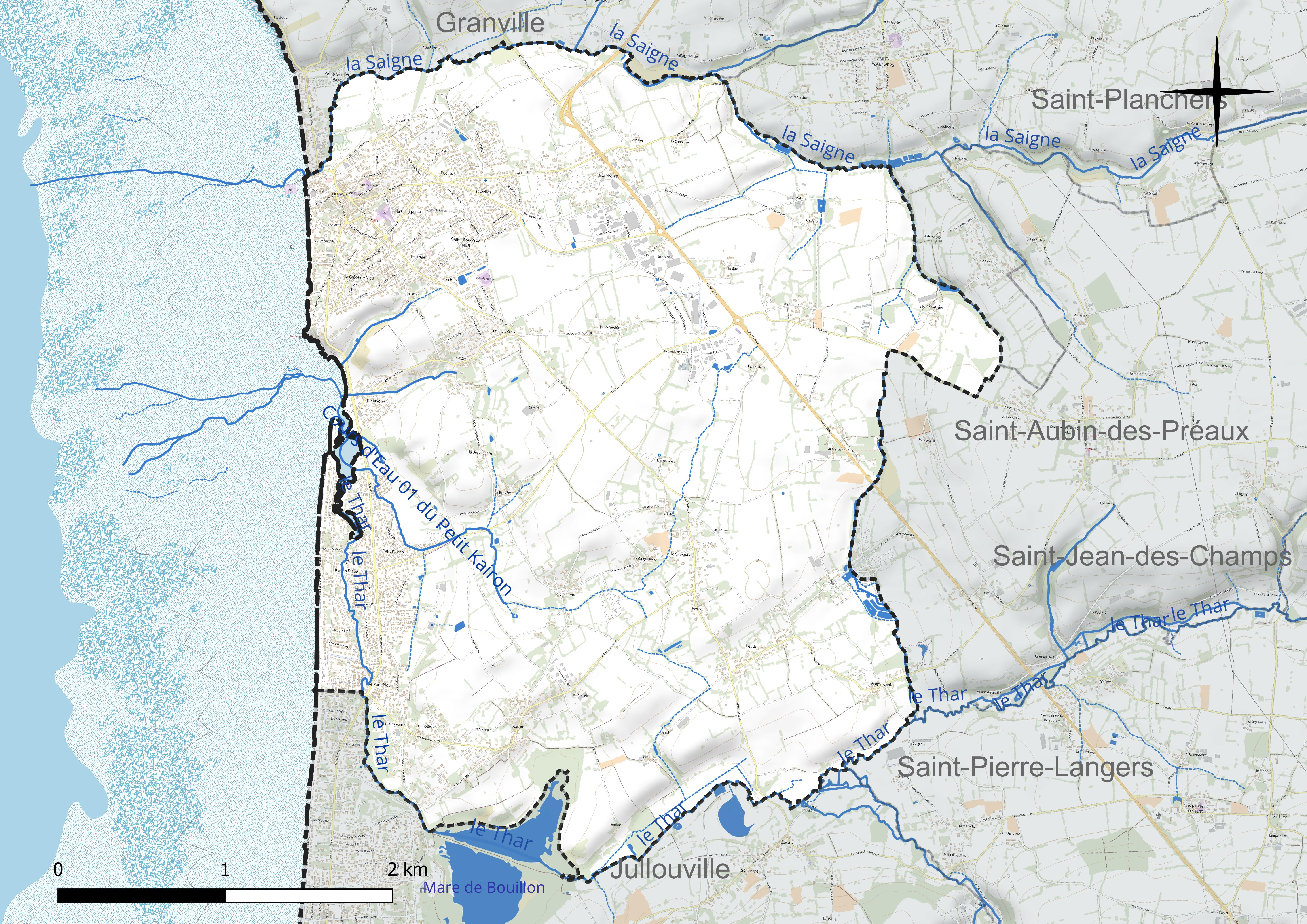
Réseau hydrographique de Saint-Pair-sur-Mer.

### Climat
Pour des articles plus généraux, voir Climat de la Normandie et Climat de la Manche.
En 2010, le climat de la commune est de type climat océanique franc, selon une étude du CNRS s'appuyant sur une série de données couvrant la période 1971-2000. En 2020, Météo-France publie une typologie des climats de la France métropolitaine dans laquelle la commune est exposée à un climat océanique et est dans la région climatique Bretagne orientale et méridionale, Pays nantais, Vendée, caractérisée par une faible pluviométrie en été et une bonne insolation. Parallèlement le GIEC normand, un groupe régional d'experts sur le climat, différencie quant à lui, dans une étude de 2020, trois grands types de climats pour la région Normandie, nuancés à une échelle plus fine par les facteurs géographiques locaux. La commune est, selon ce zonage, exposée à un « climat maritime », correspondant au Cotentin et à l'ouest du département de la Manche, frais, humide et pluvieux, où les contrastes pluviométrique et thermique sont parfois très prononcés en quelques kilomètres quand le relief est marqué.
Pour la période 1971-2000, la température annuelle moyenne est de 11,2 °C, avec une amplitude thermique annuelle de 11,6 °C. Le cumul annuel moyen de précipitations est de 883 mm, avec 13,4 jours de précipitations en janvier et 8,3 jours en juillet. Pour la période 1991-2020, la température moyenne annuelle observée sur la station météorologique la plus proche, située sur la commune de Longueville à 4 km à vol d'oiseau, est de 11,9 °C et le cumul annuel moyen de précipitations est de 802,4 mm,. Pour l'avenir, les paramètres climatiques de la commune estimés pour 2050 selon différents scénarios d'émission de gaz à effet de serre sont consultables sur un site dédié publié par Météo-France en novembre 2022.

### Géologie

Carte géologique du Massif armoricain.

Saint-Pair-sur-Mer est localisée dans le domaine nord-armoricain, dans la partie nord-est du Massif armoricain qui est un socle ouest-européen de faible altitude (maximum 400 m).
Le site géologique de Saint-Pair se situe plus précisément dans un bassin sédimentaire essentiellement briovérien dans lequel se sont mis en place des granitoïdes intrusifs formant le batholite granodioritique mancellien, avec quelques pointements sécants de leucogranite. La formation des schistes rubanés de Saint-Pair affleure dans les falaises littorales et sur l'estran rocheux, entre la cale de Saint-Nicolas-Plage et la pointe de la Crête : elle s'observe en coupe horizontale sur le platier rocheux et en coupe verticale dans la partie basse de la falaise. Cette formation détritique de type flysch schisteux est interprétée comme l'empilement rythmique de turbidites distales mises en place lors d'un épisode d'écoulement gravitaire dans la mer précambrienne, puis qui ont été fortement plissées au cours de l'orogenèse cadomienne, et schistosées au cours de l'orogenèse varisque.

## Urbanisme

### Typologie
Au 1er janvier 2024, Saint-Pair-sur-Mer est catégorisée bourg rural, selon la nouvelle grille communale de densité à sept niveaux définie par l'Insee en 2022.
Elle appartient à l'unité urbaine de Granville, une agglomération intra-départementale regroupant neuf communes, dont elle est une commune de la banlieue,,. Par ailleurs la commune fait partie de l'aire d'attraction de Granville, dont elle est une commune de la couronne,. Cette aire, qui regroupe 34 communes, est catégorisée dans les aires de moins de 50 000 habitants,.
La commune, bordée par la Manche, est également une commune littorale au sens de la loi du 3 janvier 1986, dite loi littoral. Des dispositions spécifiques d’urbanisme s’y appliquent dès lors afin de préserver les espaces naturels, les sites, les paysages et l’équilibre écologique du littoral, comme le principe d'inconstructibilité, en dehors des espaces urbanisés, sur la bande littorale des 100 mètres, ou plus si le plan local d'urbanisme le prévoit.

### Occupation des sols

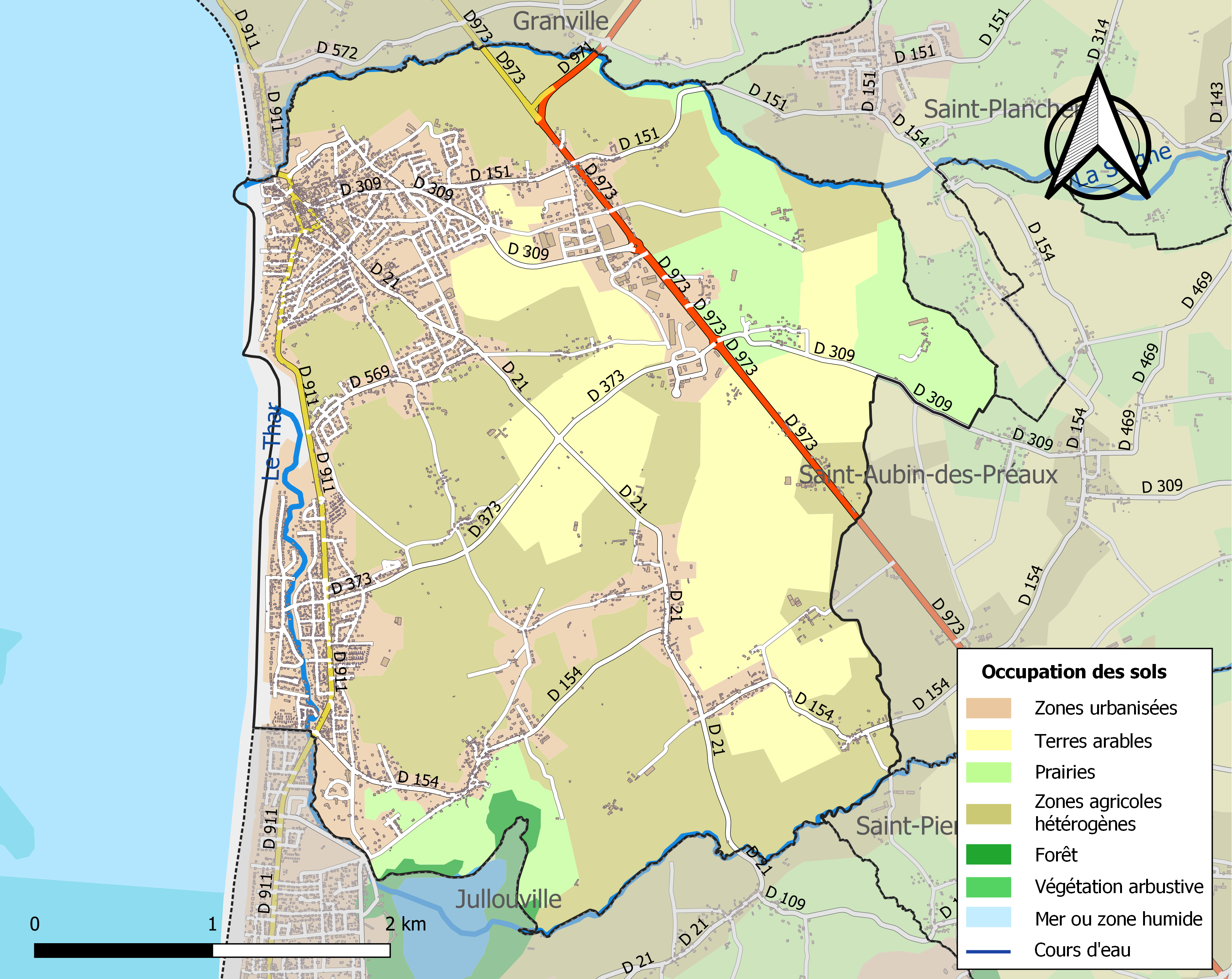
Carte des infrastructures et de l'occupation des sols de la commune en 2018 (CLC).

L'occupation des sols de la commune, telle qu'elle ressort de la base de données européenne d’occupation biophysique des sols Corine Land Cover (CLC), est marquée par l'importance des territoires agricoles (71,9 % en 2018), en diminution par rapport à 1990 (78,7 %).
La répartition détaillée en 2018 est la suivante : zones agricoles hétérogènes (41,6 %), zones urbanisées (22,8 %), terres arables (19,7 %), prairies (10,6 %), zones industrielles ou commerciales et réseaux de communication (3 %), espaces verts artificialisés, non agricoles (1,3 %), forêts (0,6 %), espaces ouverts, sans ou avec peu de végétation (0,3 %).
L'évolution de l'occupation des sols de la commune et de ses infrastructures peut être observée sur les différentes représentations cartographiques du territoire : la carte de Cassini (XVIIIe siècle), la carte d'état-major (1820-1866) et les cartes ou photos aériennes de l'IGN pour la période actuelle (1950 à aujourd'hui).

## Toponymie
Le nom de la localité est attesté sous les formes [in] Sesciaco, [in fano] Sesciaco au VIe siècle, [cum exisset de] Seciaco [monasterio] (sans date).
Il s'agit du nom primitif de Saint-Pair-sur-Mer, une formation gallo-romaine en -(i)acum, suffixe de localisation et de propriété d'origine gauloise qui a généralement abouti à la terminaison -y / -ey dans la région. Le premier élément Se[s]c- représente l'anthroponyme Siscius ou Sissius, attesté dans des inscriptions antiques : Siscia (Bonn) ou Sissius (Sissus, sur une marque de potiers de Lezoux). François de Beaurepaire ne se prononce pas sur l'origine de ce nom de personne qu'il croit reconnaître également dans Cissey (Eure) et La Mothe-Saint-Héray (Deux-Sèvres, Sisciacus 572). C'est sans doute aussi le même nom de personne que l'on retrouve dans Cissé (Vienne, Cissiaco 989) et Cissac (Gironde), nom d'homme gaulois selon Albert Dauzat.
Le toponyme actuel est emprunté à celui d'un monastère situé à cet endroit et fondé par saint Pair (Paternus). Il est attesté en latin médiéval en tant qu'abbatia Sancti Paterni vers 1025,. D'après Édouard Le Héricher, saint Pair ou Paterne d'Avranches, évêque d'Avranches au VIe siècle, y aurait fondé un oratoire, après avoir converti les habitants du lieu.
Nommée simplement Saint Pair à la fin de l'Ancien Régime, la commune a porté, au cours de la période révolutionnaire de la Convention nationale (1792-1795), le nom de Pair-Libre. Le déterminant sur-Mer a été ajouté en 1906.
Le gentilé est Saint-Pairais.

## Histoire

### Préhistoire et Antiquité
Le site de l'actuel Saint-Pair a vraisemblablement été occupé depuis l'époque gauloise : le bourg, qui portait alors de nom de Sessiac, s'organisait autour d'un fanum, et d'un port d'échouage. Les habitants de la localité vivaient de la pêche et du commerce avec les îles normandes et l'ouest de la Grande-Bretagne mais aussi des activités agricoles qui se pratiquaient aux alentours. Lors de la conquête de la Gaule en 52 avant notre ère, Sessiac, comme l'ensemble de la baie, fut romanisée. À la fin du IIe siècle, elle connut vraisemblablement l'invasion des pirates saxons car elle bénéficia, au début du siècle suivant, de défenses côtières avec, au sud, le camp romain installé sur les falaises de Carolles et au nord, un dispositif de même ordre construit sur le cap Lihou (actuel Granville).

### Moyen Âge
L'histoire de Saint-Pair-sur-Mer connaît un important tournant au Moyen Âge : le bourg, mentionné comme Scissy, Scissi ou Sessiac dans la documentation ancienne, est évangélisé dès le VIe siècle. À cette époque, la légende décrit la contrée comme étant une grande forêt, la forêt de Scissy, qui sera engloutie par les eaux dans un cataclysme. Seuls restent comme traces émergées les massifs granitiques du mont Saint-Michel et de Tombelaine.
L'histoire de Saint-Pair, administrée à partir du XIe siècle par les moines du Mont-Saint-Michel, est marquée par la présence de cinq saints au cours des Ve et VIe siècles, dont les tombeaux et sarcophages peuvent encore aujourd'hui être visités dans l'église paroissiale :
- saint Pair (482-565), appelé aussi Paterne, venu de l'abbaye d'Ension dans les Deux-Sèvres près de Poitiers en compagnie de saint Scubilion fonder l'abbaye de Scissy[Note 9], dont il fut le premier abbé avant de devenir évêque d'Avranches. Venance Fortunat consacre une biographie à saint Pair : la Vita Paterni. Au cours de sa vie, il réalisa de nombreux miracles. Sa renommée se répandant, le bienheureux fut sollicité par le roi Childebert Ier pour venir à Paris ;
- saint Gaud aurait été évêque d'Évreux, ce qui semble aujourd'hui peu probable puisque, lors de la découverte de son tombeau en 1131, sa tête repose sur une pierre où il est inscrit « Hic requiescit Gaudius Presbyter ». « Ici repose Gaud prêtre ». Cette pierre, utilisée en remploi dans l'église, est toujours visible dans une chapelle. On attribue souvent à saint Gaud une partie de la vie de saint Pair et notamment la création d'une source d'eau pure qui existe encore aujourd'hui ;
- saint Aroaste ;
- saint Scubilion ;
- saint Senier, qui devint évêque d'Avranches à la suite de saint Pair.

Les armoiries de la commune de Saint-Pair-sur-Mer reflètent cette histoire : elles représentent cinq auréoles flottant au-dessus des eaux qui représentent les cinq saints, le blason étant décoré de la mitre et la crosse des abbés.
Saint Pair et saint Scubilion convertirent la population au christianisme et fondèrent un premier sanctuaire dont les fondations ont été découvertes en 1875 lors des fouilles archéologiques menées par l'abbé Baudry. Les deux saints y vécurent trois années.
Morts le même jour mais en des lieux différents, ils furent ensevelis dans l'église de Sessiac qui fut alors dédiée à saint Pair, dont le nom s'étendit par la suite à l'agglomération. Dès leur disparition, ils firent l'objet d'un culte et Saint-Pair devint un lieu de pèlerinage important.
Au IXe siècle, Saint-Pair fut vraisemblablement touché par les raids scandinaves. Après la signature du traité de Saint-Clair-sur-Epte en 911, des colons scandinaves s'installèrent dans la région et renforcèrent la vocation maritime de Saint-Pair. La toponymie locale témoigne de cette occupation : L'Écutôt, Prétôt dont le suffixe en « topt » désigne un hameau ou encore Yquelon (de eiki, le chêne et de lundr, le bois). L'administration normande se met en place avec Guillaume Ier de Normandie et les monastères deviennent des pôles économiques autour desquels la vie locale s'organise. Richard II de Normandie donne le domaine de Saint-Pair et ses dépendances à l'abbaye du Mont-Saint-Michel. Ce domaine est vaste : il s'étend du Thar à la Vanlée et inclut Chausey. Il comprend aussi la terre de Granville, fief vassal de la baronnie, où quelques groupes de pêcheurs s'étaient installés sur le cap Lihou. Cette donation marque la naissance de la baronnie de Saint-Pair. Un prieuré est fondé au cœur du bourg et des manoirs établis aux alentours. Après les périodes incertaines des raids scandinaves, Saint-Pair connaît la prospérité avec l'administration des moines de l'abbaye montoise. Dans la première moitié du XIIe siècle, les moines reconstruisent l'église de Saint-Pair, dévastée par les Scandinaves. De cette époque date la tour romane de l'église, construite en granite de Chausey.
Un château y fut construit par les ducs de Normandie. Au XIe siècle, il appartient à l'abbé du Mont-Saint-Michel, à la suite de la donation de la baronnie de Saint-Pair à l'abbaye. En 1137, le château est entre les mains de Sylvanus, qui l'a renforcé et s'en sert de base pour commettre des razzias dans le voisinage. Tué lors d'un combat avec les troupes d'Étienne de Blois, son château est rasé. Il se dressait près de l'église et de la mer au bord du ruisseau.
Les seigneurs de Saint-Pair étaient barons du Cotentin et participaient aux séance de l'Échiquier de Normandie.
Le bourg perdit son importance au XVe siècle au profit de Granville. Les Anglais, afin de favoriser ce dernier, dépouillèrent Saint-Pair de son commerce, de sa halle, de son marché et même d'une partie de ses habitations.

### Époque contemporaine

#### XIXesiècle: les bains de mer et l'essor de Saint-Pair
Jusqu'au dernier quart du XIXe siècle, Saint-Pair vit dans l'ombre de la cité corsaire mais sa situation géographique et son vaste panorama de la mer vont lui permettre un nouvel essor dans le contexte de la vogue des bains de mer.
On considère que les premiers baigneurs arrivent vers 1840 et logent chez l'habitant. En témoignent les dessins de Joseph Le Dieu, un notable d'Avranches, qui séjourna à Saint-Pair en 1845. Il y croque notamment les élégantes qui côtoient les premières cabines de bois installées près des grèves.
Les communes du littoral ne se rendent pas bien compte de l'attrait que constituent les dunes pour l'édification de villas de bord de mer. En 1850, les premières ventes des Mielles ont lieu à Bouillon : le produit de la vente est affecté à la construction ou à l'agrandissement des écoles ainsi qu'à la réparation des presbytères de Beuvron et Saint-Pair[réf. souhaitée]. Des familles fortunées s'octroient ainsi des portions de dune. La plus ancienne des villas balnéaires de Saint-Pair serait la villa Sainte-Marthe, avec sa marquise de verre, construite au début des années 1860. En 1865, un député de la Manche, Louis Lempereur de Saint-Pierre fait construire la villa Roche Saint-Pierre. Dans les mêmes années est édifiée la villa Scissy, agrandie d'une aile au début du XXe siècle, qui fut la résidence de l'historien Adolphe Tardif.
À Saint-Pair, le premier arrêté sur la police des bains de mer est signé le 1er juin 1873. L'agrandissement de l'église est évoqué, justifié par l'affluence des baigneurs : la nef romane est rasée entre 1880 et 1881 et la nouvelle église consacrée en 1888. Le premier bureau de poste est inauguré en 1885.

#### XXesiècle
Des courses de chevaux sont organisées. En 1909, la municipalité prend un arrêté pour la fermeture du casino pendant la saison des courses (le 22 août).
1908, le chemin de fer local passe par Saint-Pair (ligne Granville - Sourdeval). Le train fonctionna jusqu'en 1933 puis fut remplacé par un autobus.
- 1910 - Enlèvement des ordures ménagères.
- 1919 - Électrification.
- 1928 - Construction d'un réseau d'eau potable.
- 1930 - Création de Kairon plage sur des sols vendus par la commune en 1858.
- 1966 - Construction de la piscine.
- 1981 - La commune achète le casino, la gestion privée n'étant plus rentable.
- 1983 - 1994 - Construction de la digue de Kairon plage.

## Politique et administration

### Administration municipale

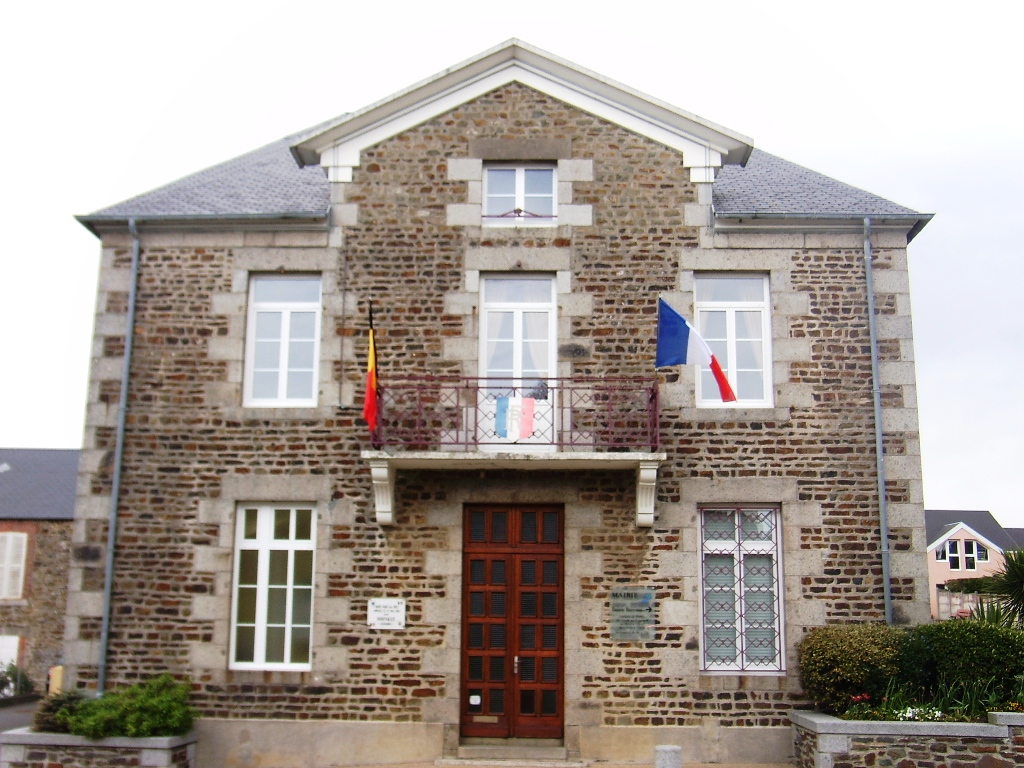
La mairie.

Depuis l'après-guerre, neuf maires se sont succédé à la tête de la commune.
Le conseil municipal est composé de vingt-sept membres dont le maire et six adjoints.

### Jumelages
- Houffalize (Belgique) depuis 1981.

## Équipements et services publics
La commune a été récompensée par une fleur au palmarès 2009 du concours des villes et villages fleuris. La ville est dotée d'une 2e fleur depuis 2012.

## Population et société

### Démographie
L'évolution du nombre d'habitants est connue à travers les recensements de la population effectués dans la commune depuis 1793. Pour les communes de moins de 10 000 habitants, une enquête de recensement portant sur toute la population est réalisée tous les cinq ans, les populations de référence des années intermédiaires étant quant à elles estimées par interpolation ou extrapolation. Pour la commune, le premier recensement exhaustif entrant dans le cadre du nouveau dispositif a été réalisé en 2007.
En 2022, la commune comptait 4 372 habitants, en évolution de +8,08 % par rapport à 2016 (Manche : −0,31 %, France hors Mayotte : +2,11 %).
| 1793  | 1800  | 1806  | 1821  | 1831  | 1836  | 1841  | 1846  | 1851  |
| ----- | ----- | ----- | ----- | ----- | ----- | ----- | ----- | ----- |
| 1 615 | 1 513 | 1 550 | 1 554 | 1 498 | 1 366 | 1 402 | 1 304 | 1 350 |

| 1856  | 1861  | 1866  | 1872  | 1876  | 1881  | 1886  | 1891  | 1896  |
| ----- | ----- | ----- | ----- | ----- | ----- | ----- | ----- | ----- |
| 1 320 | 1 327 | 1 317 | 1 346 | 1 313 | 1 310 | 1 341 | 1 310 | 1 368 |

| 1901  | 1906  | 1911  | 1921  | 1926  | 1931  | 1936  | 1946  | 1954  |
| ----- | ----- | ----- | ----- | ----- | ----- | ----- | ----- | ----- |
| 1 425 | 1 331 | 1 320 | 1 378 | 1 437 | 1 524 | 1 573 | 2 526 | 2 072 |

| 1962  | 1968  | 1975  | 1982  | 1990  | 1999  | 2006  | 2007  | 2012  |
| ----- | ----- | ----- | ----- | ----- | ----- | ----- | ----- | ----- |
| 1 938 | 1 835 | 2 070 | 2 540 | 3 114 | 3 616 | 3 707 | 3 719 | 3 949 |

| 2017  | 2022  | - | - | - | - | - | - | - |
| ----- | ----- | - | - | - | - | - | - | - |
| 4 066 | 4 372 | - | - | - | - | - | - | - |

### Manifestations culturelles et festivités
Depuis 1996, la ville travaille sur une politique culturelle avec le Printemps des P'tits Loups, festival jeune public, second geste, festival des arts du cirque. En 2009, la ville créé un EPIC regroupant ainsi le service culture de la ville et l'office de tourisme. Ce dernier est chargé de veiller à la valorisation du patrimoine de la ville.
Dans ce cadre, Saint-Pair-sur-Mer s'est associée aux communes de Granville, Jullouville et Carolles au sein de l'association loi de 1901 "Granville, pays de l'estran" pour postuler au label "Villes et Pays d'art et d'histoire".

### Sports
L'Union sportive saint-pairaise fait évoluer deux équipes de football en ligue de Basse-Normandie et une autre en division de district.

### Cultes
- Les églises de Saint-Pair et de Kairon dépendent de la paroisse Notre-Dame-de-la-Baie du doyenné du Pays de Granville-Villedieu[58].
- Un monastère de carmélites existe depuis la fin du XIXe siècle[59].

## Économie et tourisme
Saint-Pair-sur-Mer est commune touristique depuis août 2009.
Un nouveau projet touristique doit voir le jour début 2010 avec une plaquette de présentation de la ville, une brochure des hébergements et de la restauration, un logo et un site web. Une politique du patrimoine : visite de l'église et itinéraire dans Saint-Pair (église, oratoire, chapelle Sainte-Anne, Carmel, moulin, rue Saint-Michel) tous les jeudis et mardis et samedis de la saison estivale.
Saint-Pair-sur-Mer offre une dizaine d'hébergements de plein air, des gîtes et chambres d'hôtes ainsi que plusieurs restaurants.

## Culture locale et patrimoine

### Lieux et monuments

#### Église Saint-Pair (XIIe–XIXesiècles)

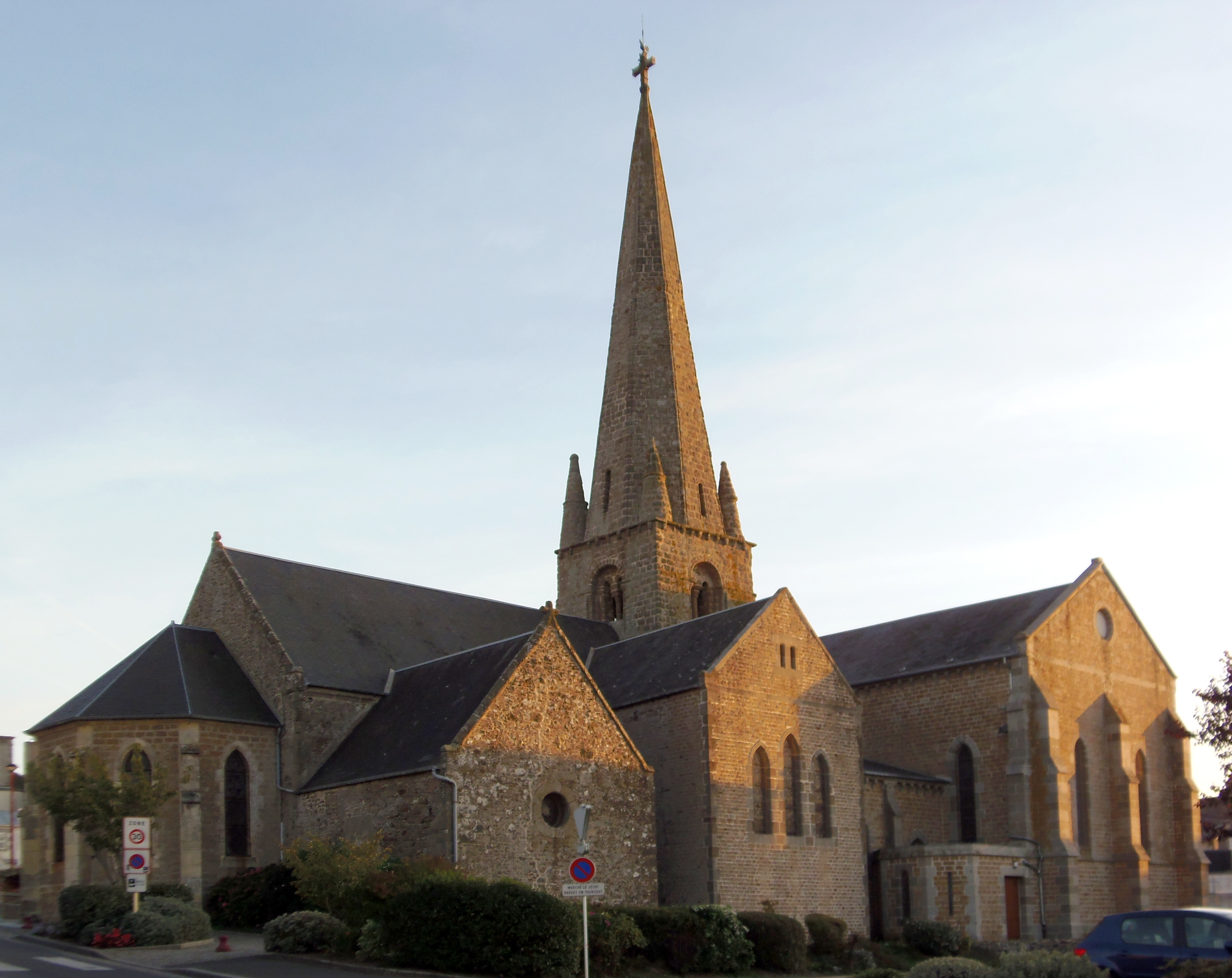
L'église Saint-Pair.

L'abbaye de Scissy possédait une église qui fut dédiée à saint Pair, à la mort de celui-ci, qui servait aux moines et sans aucun doute aux fidèles, comme il arrivait souvent dans les cités possédant un monastère.
Ce monastère fut détruit par les Normands au début du Xe siècle. Or, parmi les ruines du monastère et de l'église de Scissy, « le clocher s'était conservé seul, mais il menaçait ruine et d'anéantir, dans sa chute, l'église qui avait été rebâtie depuis la conversion des Normands. Il fut remplacé par la belle tour du XIIe siècle qui de sa flèche élancée domine tout le pays »[réf. souhaitée].
Ce clocher est aujourd'hui la seule partie de l'église qui témoigne de sa reconstruction par les moines de l'abbaye du Mont-Saint-Michel : il compte deux niveaux romans, ornés d'abord de deux arcatures aveugles par face, puis d'une grande baie géminée inscrite dans un arc en plein cintre. La flèche en pierre, frappée par le foudre en 1729 et à la fin du XIXe siècle, garde une réelle élégance. Très élancée, elle est encadrée à sa base de quatre clochetons. Le clocher d'origine date de 1131.
De l'ancien chœur roman, il ne reste que les fondations, dont le pavé porte la double trace. La petite église actuelle[précision nécessaire] est du XVe siècle, ses chapiteaux et la voûte en ont tous les caractères.
L'église de Saint-Pair, trop petite quand est venue l'affluence des baigneurs, a vu tomber sa nef, mais aussi son vieux portail..
L'édifice nouveau n'a pu être élevé, de 1880 à 1888, qu'au prix de gros sacrifices, et malgré des difficultés extrêmes venant soit du terrain, soit du raccord avec l'ancien clocher et le chœur. La première pierre bénite par Pie IX fut posée le 5 juillet 1877 par le cardinal de Bonnechose, archevêque de Rouen, et l'église consacrée le 26 août 1888 par Abel-Anastase Germain, évêque de Coutances et Avranches.
L'église possède les gisants du XIXe siècle de saint Aroaste « auxiliaire » de saint Pair et de saint Senier. Au centre de la vieille église, les gisants jumeaux de saint Pair, évêque d'Avranches, et de saint Scubilion, abbé de Mandane, qui moururent le même jour, sont du XVe siècle. Le corps de saint Gaud, évêque d'Évreux, mort en 491 à Scissy, repose dans une châsse en sa chapelle du XIXe siècle. Les restes précieux des saints attirent toujours les pèlerins. Elle abrite également des fonts baptismaux du XIIe ainsi que la tombe de Luc François Le Boucher de Vallesfleurs (1733-1819) avec dessus ses armoiries. Est également inhumé dans l'église, en 1838, son fils, Louis-Luc François, auprès de sa mère Marie Rosalie Léonore Tanqueray de La Mombrière.
Les vitraux de belle qualité retracent la vie de saint Pair et celle de saint Gaud. L'édifice est inscrit au titre des monuments historiques par arrêté du 25 février 1928.
Des fouilles menées en 1875, sous la houlette du chanoine Pigeon permirent de mettre au jour les fondations d'une église de 22 m de long et de 7 m de large avec un chœur plus étroit qui était doté d'une abside hémicirculaire qui n'excède pas 2,50 m de large sur 3,50 m de profondeur. Au cours de ces fouilles furent mis au jour cinq sarcophages dont l'un portait l'inscription funéraire de l'abbesse Dodila.

#### L'oratoire Saint-Gaud

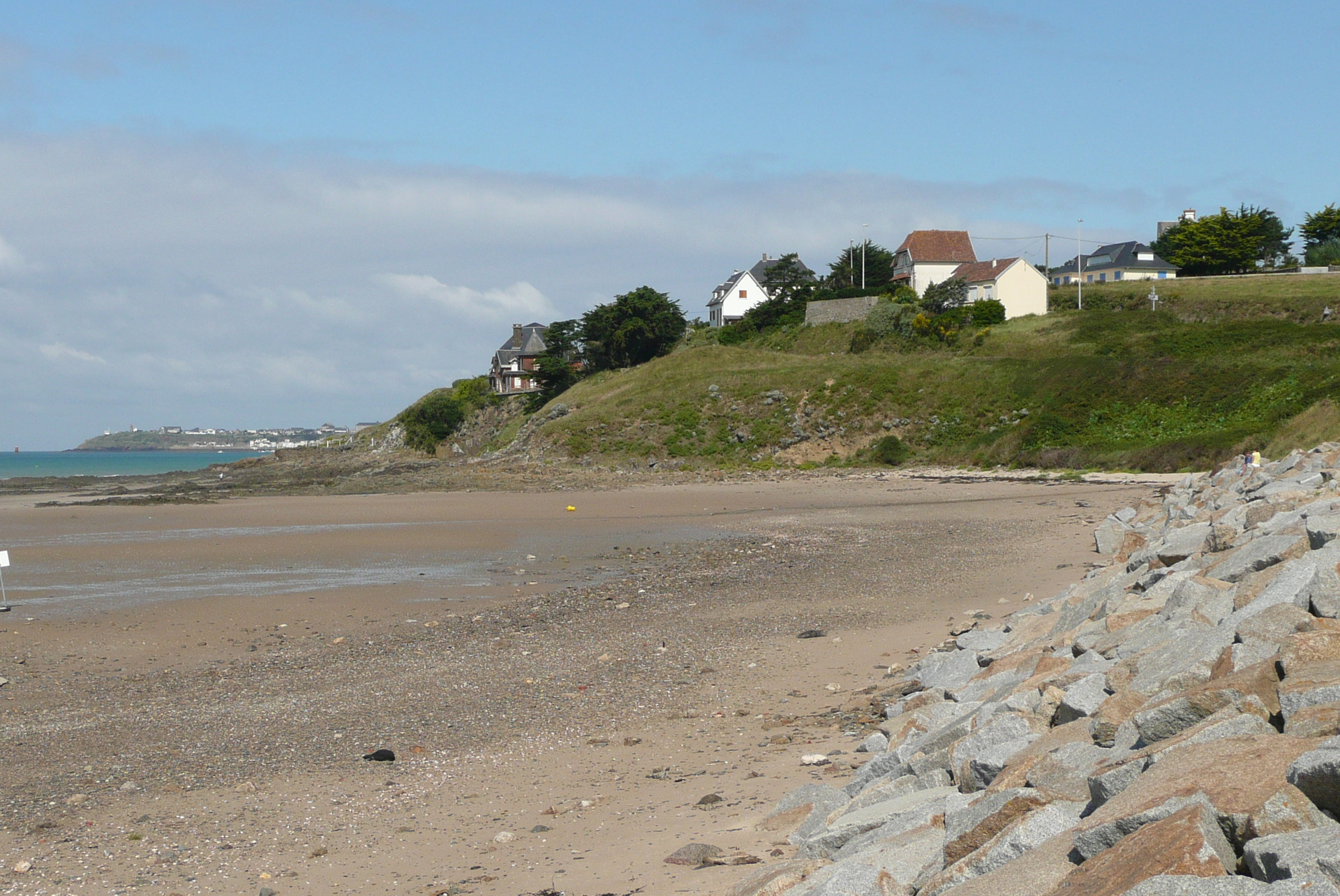
La pointe de Saint-Gaud.

Selon certaines traditions, l'éclat des vertus de saint Gaud (mort dans la dernière décennie du Ve siècle) aurait déterminé saint Pair à établir, sur son tombeau, la basilique du monastère de Scissy. Or, il n'en est fait nulle mention dans la Vita Paterni qui présente saint Pair comme le premier missionnaire de la contrée à élever une église chrétienne près du temple païen qu'il avait détruit.
Les reliques de saint Gaud furent trouvées en 1131 lors du creusement des tranchées de fondation de la tour de l'église qui devait remplacer le clocher en bois menaçant ruine. À cette occasion, les habitants se souvinrent qu'après avoir abandonné son siège épiscopal d’Évreux, saint Gaud avait vécu en ermite à Saint-Pair au sommet d'une petite colline portant son nom. La relation de l'invention des reliques de saint Gaud, traduite du latin et publiée en 1891 par le chanoine Pigeon, décrit en détail les miracles accomplis par le saint dans les jours qui suivirent la découverte de sa dépouille.
Sur l'emplacement même de la cellule où aurait vécu saint Gaud, au sommet de l'actuelle côte Sainte-Anne, fut édifié un petit oratoire destiné au culte de ce saint. Cet oratoire est attesté au XIIe siècle par un litige opposant l'abbaye du Mont-Saint-Michel à un plaignant qui revendiquait la propriété des terres situées entre l'église et cet oratoire. L'affluence des fidèles vers ce tombeau se manifeste au milieu des guerres et des agitations qui bouleversent cette partie des Gaules autant que les circonstances pouvaient le permettre comme l'attestent d'anciens auteurs[incompréhensible]. Saint Gaud est invoqué pour toute sorte de grâces. Un adage ancien dit : « le bienheureux saint Gaud guérit de tous les maux ».
En 1664, Eustache Le Clerc de Lesseville, évêque de Coutances, fit procéder à la levée de terre du sépulcre du saint dont il distribua un certain nombre d'ossements. Un petit os de l'une des jambes du saint fut attribué à « la chapelle de saint Gaud, bâtie sur la cellule du bienheureux ».
Les pèlerinages à saint Gaud ne purent être interrompus même par la Révolution. Le mot est resté célèbre : « Où allez-vous citoyens ? » demandait-on à Granville aux pèlerins. « Nous allons prier le citoyen saint Gaud ! — Passez citoyens ! »
L'édifice fut remanié à diverses reprises, notamment au XVIIe siècle. Il était alors beaucoup plus important et la chapelle actuelle en formait comme le sanctuaire. D'importantes restaurations furent entreprises dans le début des années 1930 sous la direction de Marcel Delangle, architecte des monuments historiques. L'achat du terrain, en bordure de la rue Sainte-Anne en 1932, avait d'avance permis une modification : alors qu'on entrait dans la chapelle par la gauche, on put désormais y pénétrer par le milieu après avoir gravi un perron de granit. Le conseil municipal autorisa l'utilisation de l'ancien porche de l'église pour modifier la façade. Un arrangement conclu, en 1933, entre la municipalité et l'habitation presbytérale de Saint-Pair, a permis de dégager entièrement l'édifice, que les paroissiens pouvaient alors contourner facilement lors des nombreuses processions en l'honneur du saint.
Une chapelle dédiée à saint Gaud, dans l'église, fut bénite en grande cérémonie en 1853. Puis, en 1874, on y ajouta une châsse contenant une partie des restes précieux du saint et le représentant, étendu sur un lit de velours, vêtu des ornements pontificaux.

#### Chapelle Sainte-Anne (XVIe–XIXesiècles)

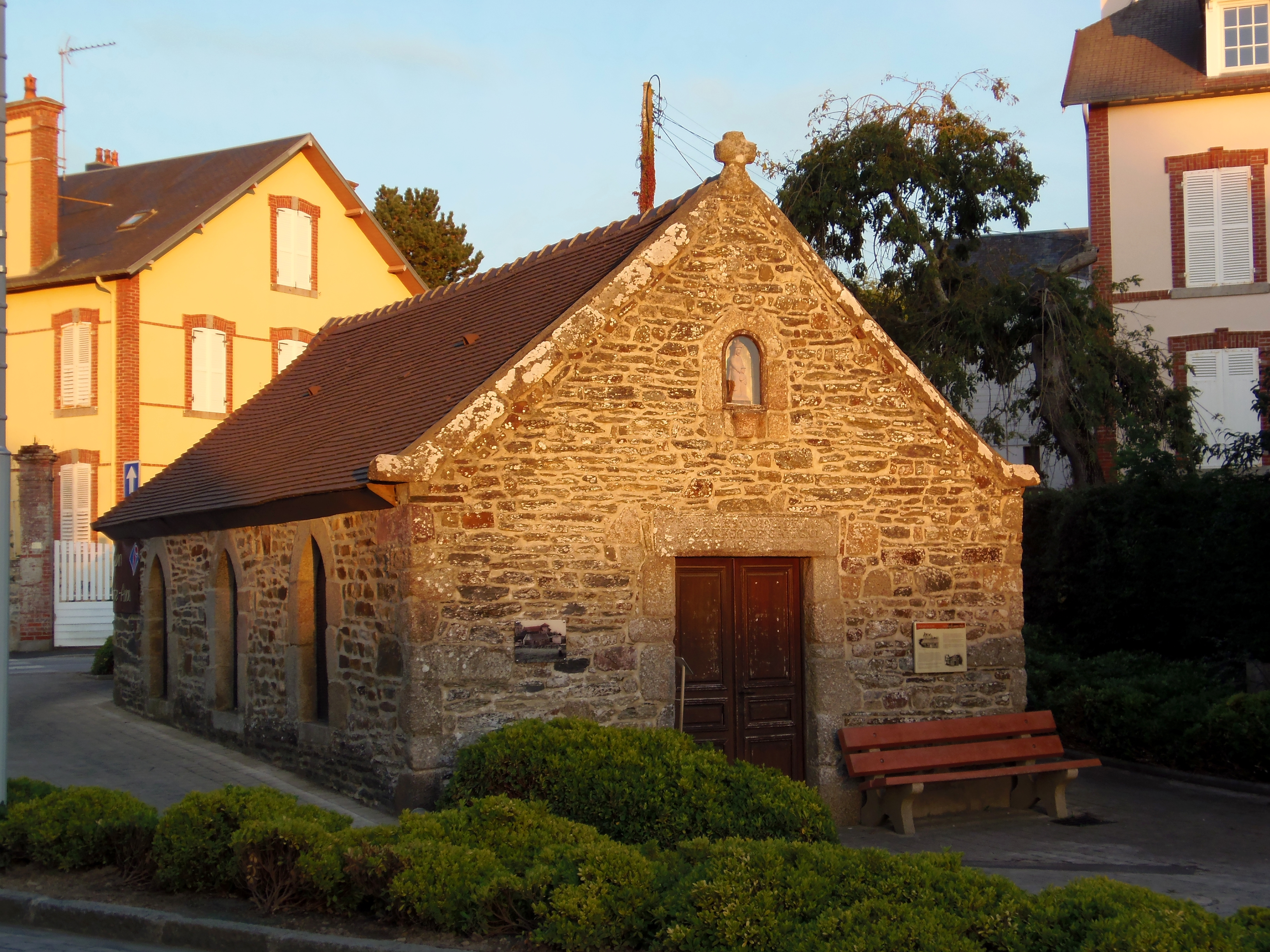
La chapelle Sainte-Anne.

« Jadis, il n'y avait, au bas de la rue qui va du bourg au Caillou du Thar, qu'un vaste pré fort humide. La petite chapelle se dressait gracieuse dans ce cadre de verdure près d'une fontaine à l'eau limpide ». C'était, d'après Tardif, l'annexe d'un petit hôpital fondé vraisemblablement dans le cours du XIIIe siècle. On a retrouvé, dans cette chapelle, une statuette en bois de sainte Anne qui paraît bien dater du XIIIe siècle.
Pendant la guerre de Cent Ans, la chapelle ne fut pas épargnée : un acte accorde des indulgences à tous ceux qui contribueraient à la restauration de la chapelle dont il ne restait que les quatre murs.
À la fin du XIXe siècle, la chapelle était dans un état pitoyable. Il y avait à gauche deux fenêtres ogivales et une porte, à droite un mur aveugle, un toit de zinc, « la carapace », qui déshonorait l'ensemble, et il n'était plus possible aux processions de passer à l'entour. Pourtant, les marins du pays de Granville y faisaient célébrer des messes pendant le cours de l'année et le jour de la fête Sainte-Anne, il y avait foule de fidèles à la chapelle, plusieurs prêtres y célébrant la sainte messe.
Le 26 avril 1934, la municipalité donne unanimement au curé Pinel l'autorisation d'entreprendre les travaux. La petite porte deviendra une fenêtre et trois baies ogivales s'ouvriront de l'autre côté. Le grand portail dont le linteau (offert lors d'une restauration précédente par M. Leboucher de Gatigny) sera surélevé donnera passage aux fidèles très nombreux. Le toit sera refait en tuile patinée. À l'intérieur, l'autel de bois, trop large, venu jadis de l'église, sera remplacé par un autel de granit formé des pierres et des colonnes du vieux portail. Deux belles statues de sainte Anne du XVe siècle prendront place (l'une en bois, venue du grenier, a été trouvée par un enfant de chœur, l'autre, en pierre, est un don généreux de la famille Daubrécourt du Sap, en souvenir de leurs enfants : Germaine et Emmanuel décédés et vient de Saint-Jean-des-Champs). Des bancs de chêne permettront de réunir une centaine de pèlerins.
Le 29 juillet 1934, pour la fête Sainte-Anne, le petit sanctuaire était complètement rénové. C'est aujourd'hui un lieu d'exposition. Elle abrite un groupe sculpté de sainte Anne du XVIe.

#### Autres lieux et monuments

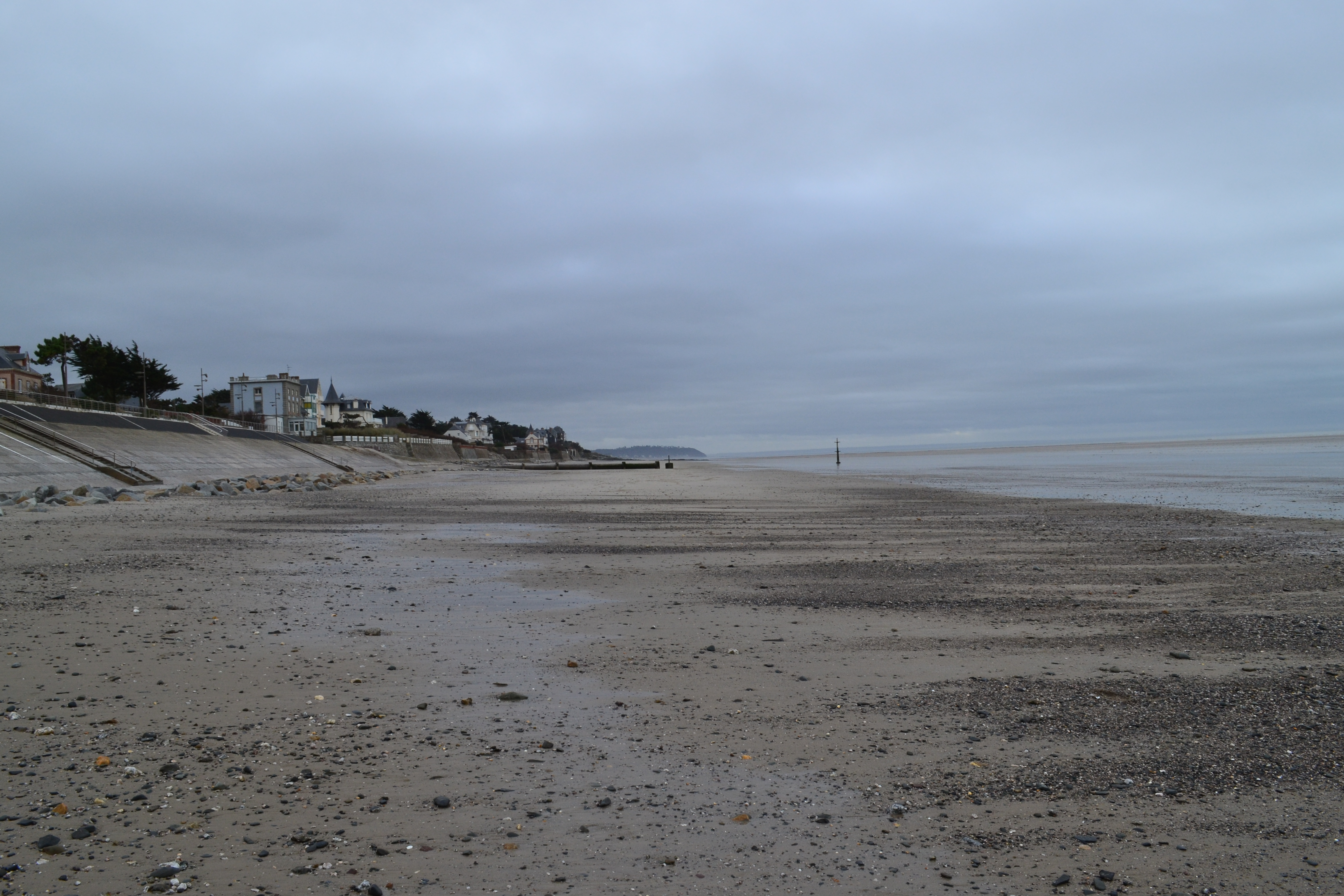
La portion sud de la plage de Saint-Pair-sur-Mer.

- Monastère du Carmel, fondé en 1895, avec une belle verrière des XIXe – XXe siècles. Les carmélites ont un savoir-faire en céramique et confection.
- Église Saint-Laurent du bourg de Kairon ou Quéron des XIIIe, XVIIIe – XIXe siècles, nom donné par le seigneur des lieux. Elle abrite un groupe sculpté du XVe.

Le hameau de « Quéron » situé sur une colline, entre l'estuaire du Thar et la mare de Bouillon, a toujours été séparé de Saint-Pair à cause de son environnement naturel. L'église de Kairon fut à l'origine une simple chapelle appelée « Notre-Dame du Monastère » car les moines du Mont-Saint-Michel, au Moyen Âge, y disposaient d'une maison de convalescence dotée d'un sanctuaire ouvert aux villageois. Cette paroisse n'a pu exister en tant que cité administrative. Elle a toujours dépendu de Saint-Pair. Il fallut attendre 1828 pour que Kairon se constitue en paroisse.
Diverses chartes (1305, 1334, 1339) indiquent la présence d'un bourg de « Quéron » relié à Saint-Pair, à la plage et au port, par divers chemins. C'est en 1825 que Quéron est devenu une section de la commune de Saint-Pair bien que ses habitants aient exprimé le vœu, par une pétition adressée à Charles X, que le hameau devienne une commune indépendante de Saint-Pair. Même velléité, en 1857, avec une nouvelle pétition adressée à Napoléon III souhaitant encore l'autonomie administrative. D'autres demandes eurent lieu en 1849, 1887, 1931, 1978 mais en vain.
- Fontaine Saint-Gaud en mauvais état. Située sur un terrain privé, elle est toutefois visible de la route.
- Manoir de Gatigny des XVIe – XIXe siècles. À la fin du XVIe siècle, Jehan de La Motte, sieur du Bas-Gatigny rend aveu « une franche vavassourerie nommée le manoir et domaine de Bas-gatigny ». Dans la deuxième moitié du XVIIe siècle, le Bas-Gatigny est la possession de la famille Le Boucher de Vallesfleurs[66] et qu'elle conservera jusqu'en 1844, après la mort en 1838 sans descendant de Louis-Luc François Le Boucher de Vallesfleurs. C'est le 2 décembre 1844 que ses héritiers vendent le manoir à Jacques Auguste Langlois, armateur et négociant de Granville[45].
- Chapelle de Gatigny des XVIIe – XXe siècles. Le 12 septembre 1717, Luc Le boucher, fils de Jean Le Boucher de Vallesfleurs, sieur de Vallesfleurs et de Gatigny, conseiller du roi, vicomte de Granville, maire perpétuel de Granville de 1692 à 1743, seigneur du Loreur, demande la permission de construire une chapelle dédiée à la Vierge sur sa terre de Gatigny « la maison de l'exposant étant éloignée de l'église paroissiale de ¾ de lieue ». Le 6 juillet 1756, Jean André Le Boucher, fils de Luc, y mariera sa fille Marie Marguerite avec Jean-Nicolas le Sauvage de Vaufévrier (1729-1806), de Bréville. Une tradition affirme que c'est à cette occasion que le platane d'orient qui se dresse à proximité de la chapelle a été planté. Celui-ci est aujourd'hui classé comme « arbre remarquable de la Manche »[66].
- Manoir de Lezeaux des XVIIIe – XIXe siècles.
- Château de Saint-Pair du XVIIIe siècle en remplacement d'un antique château féodal du Xe siècle, construit probablement par Nicolas Jean Barthélémy Yset (1740-1806), fils de Barthélémy Yset et de Anne Charlotte Françoise Dubois, armateur et maire de Granville de 1778 à 1783, et où il meurt en juin 1806[67].
- Manoir du Sap du XIXe siècle.

Le 4 septembre 1837, la ferme du Sap et sa maison manable sont acquis par Jacques Auguste Langlois de M. Beust, huissier originaire de Saint-Pair, vivant à Villedieu. Langlois les revend le 8 novembre 1848 à Michel Émile Riotteau, et à sa mort, en 1880, le manoir passe dans les mains de son fils Émile Alexandre Riotteau (1837-1927). Lui succède dans la maison, l'un de ses quatre enfants, Émile Jacques Riotteau. Mort sans enfants, c'est la nièce de celui-ci, Mauricette Allix, née Riotteau, qui en prend la possession. Les enfants du couple Allix-Riotteau le vendront à Rolland Dupuis.
Pour mémoire
- Ancienne maladrerie.

### Patrimoine culturel
Une des scènes de Nous irons tous au paradis,  un film français, réalisé par Yves Robert, sorti en 1977, fut tournée dans le village.

### Personnalités liées à la commune
- Saint Aroaste.
- Saint Gaud.
- Saint Pair ou saint Paterne.
- Saint Scubilion.
- Saint Senier.
- Guillaume de Saint Pair, né à Saint-Pair vers 1140, moine de l'abbaye du Mont-Saint-Michel, poète normand.
- Émile-Auber Pigeon (1829-1902), ecclésiastique et historien de la Manche.
- Eugénie Salanson (1836-1912), artiste-peintre, était propriétaire de la Villa Saint-Joseph, elle y est décédée le 23 juillet 1912.
- Fernand Fleuret (1883-1945), poète, passa son enfance à Saint-Pair.
- Robert Raoul André Guinard (1896-1989) et son épouse Marcelle Delcour-Guinard (1896-1978), installés à Crécey.
- Bertrand Poirot-Delpech (1929-2006), journaliste-écrivain, y possédait une résidence secondaire : la Roche Sainte-Anne.
- Christophe de Margerie (1951-2014), PDG de la compagnie Total, décédé dans un accident d'avion en Russie en octobre 2014, possédait une maison de campagne à Kairon, hameau de Saint-Pair-sur-Mer[69]. Il est inhumé dans le cimetière de la commune[70].

### Héraldique
| Armes de Saint-Pair-sur-Mer | Les armes de la commune de Saint-Pair-sur-Mer se blasonnent ainsi : D'azur aux cinq annelets d'or, ordonnés 3 et 2, soutenus de deux burelles ondées d'argent. |